# Eduard Friedrich Eversmann

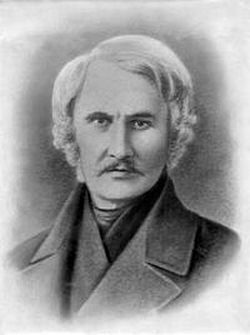
Eduard Friedrich Eversmann

Eduard Friedrich von Eversmann (* 23. Januar 1794 in Wehringhausen; † 14. Apriljul. / 26. April 1860greg. in Kasan) war ein deutscher Biologe und Forschungsreisender. Sein Autorenkürzel der Botaniker und Mykologen lautet „Eversm.“. In der Zoologie wird er meist „Ev.“ abgekürzt. Im Russischen ist er bekannt als Эдуард Александрович Эверсман oder Эдуард Фридрих Эверсманн. Er war ein Sohn von Friedrich August Alexander Eversmann.

## Leben
Eversmann studierte an der Philipps-Universität Marburg, der Friedrichs-Universität Halle, der Friedrich-Wilhelms-Universität zu Berlin und der Universität Dorpat. 1810 schloss er sich in Heidelberg den Niedrrheinern an. 1814 erhielt er in Halle den Doktortitel in Philosophie und den Magister der freien Wissenschaften, 1816 in Dorpat den Doktor in Medizin und Geburtshilfe.
Zunächst arbeitete er in Russland als Arzt. Ende 1816 lebte er in Slatoust, wo er die tatarische und die persische Sprache und die Religion des Islam studierte. Getarnt als tatarischer Kaufmann reiste er mit Georg von Meyendorff und Christian Heinrich Pander 1820 von Orenburg nach Buchara; seine Absicht, nach Indien vorzudringen, musste er aber aufgeben. Auf dieser Reise sammelte er Pflanzen und Mineralien, die er an die Universität Berlin schickte. 1825 ging er mit einer Militärexpedition nach Khiva. Im Jahr 1824 wurde er in die Deutsche Akademie der Naturforscher Leopoldina gewählt. Er war Mitglied der Gesellschaft Deutscher Naturforscher und Ärzte. 1828 wurde Eversmann ordentlicher Professor der Zoologie und Botanik der  Universität von Kasan. Kasan wurde ihm seitdem zur zweiten Heimat und im Dienst der Universität unternahm er Forschungsreisen in das Gouvernement Orenburg, das Gouvernement Saratow, nach Astrachan und in den Kaukasus sowie vier Reisen ins Ausland. 1842 wurde er zum korrespondierenden Mitglied der Russischen Akademie der Wissenschaften in Sankt Petersburg gewählt.
In seiner über 30 Jahre langen wissenschaftlichen Tätigkeit verfasste er eine Vielzahl wissenschaftlicher Schriften. Er gilt als der Pionier faunistischer Forschung in den südöstlichen Steppen Russlands zwischen Wolga und Ural. Seine Sammlung befindet sich heute im Zoologischen Museum von Sankt Petersburg.

## Schriften (Auswahl)
- mit H. Lichtenstein: Reise von Orenburg nach Buchara. Nebst einem Wortverzeichnis der Afgahnischen Sprache. Berlin 1823 (mit einem von Eversmann erstellten Stadtplan von Buchara).
- Mittheilungen ueber einige neue und einige weniger gekannte Säugethiere Russlands, in Bull. Soc. Imp. Nat. Mosc., 1840, B. XII, Moskau, Digitalisat
- Fauna lepidopterologica Volgo-Uralensis. Kasan 1844.
- Vespertiliones in promontoriis Uralensibus tractibusque confinibus observati. Moskau 1845.
- Reprint of Eversmann's Addenda ad celeberrimi pallasii zoographiam rosso-asiaticam. Hrsg. von H. E. Dresser, London 1876.